# Magdalena Myczka
Magdalena Myczka – polska klawesynistka i pedagog, od 1995 roku profesor sztuk muzycznych.
Ukończyła krakowską akademię w klasie prof. Elżbiety Stefańskiej, kształciła się także pod kierunkiem Kennetha Gilberta w Antwerpii oraz Zuzany Růžičkovéj w Pradze. W 1972 r. została laureatką Międzynarodowego Konkursu Bachowskiego w Lipsku, którego od 2000 roku jest jurorem. Występowała w duecie z Jacques Oggiem. Obecnie prowadzi klasę klawesynu na Akademii Muzycznej w Krakowie. W latach 1990–1997 była kierownikiem Katedry Klawesynu i Instrumentów Dawnych. W 2011 roku została uhonorowana Srebrnym Medalem „Zasłużony Kulturze Gloria Artis”.